# Dødsstjernen
Dødsstjernen er en type rumstation, der optræder i Star Wars-universet af George Lucas. Den er designet og bygget af Det Galaktiske Imperium. Allerede i filmen Klonernes angreb (2002) ser man Grev Dooku stå med designet til Dødsstjernen, og Imperiet begynder at bygge den i Sith-fyrsternes hævn (2005). Man ser den dog først fuldt færdig i A New Hope (1977).
Den første dødsstjerne havde en diameter på 120 km og havde en kraftig laser, der kunne ødelægge en hel planet.
Den første dødsstjerne ødelagde planeterne Despayre og Alderaan, men blev selv sprængt i stykker af oprørsalliancen i A New Hope under slaget om Yavin. Fire år efter konstruerede Imperiet en større dødsstjerne med en diameter på 160 km i kredsløb om Endors måne. Den blev også sprængt i stykker af oprørsalliancen i Jediridderen vender tilbage (1983) med kejser Palpatine ombord.